# Odontoglossum
Genre
Odontoglossum est un genre d'orchidées originaires des régions montagneuses d'Amérique du Sud appartenant à la sous-tribu des Oncidiinae. Il compte plus de 300 espèces avec des formes et des coloris variés.

## Taxonomie
Ce genre fait actuellement l'objet d'une révision drastique, certains botanistes allant jusqu'à considérer Odontoglossum comme un simple synonyme d’Oncidium. Cette réorganisation fait que tous les noms d'hybrides d'Odontoglossum enregistrés auprès de la Royal Horticultural Society sont désormais modifiés.
Ainsi le très célèbre hybride primé Vuylstekeara Cambria 'Plush' devient Oncidopsis Cambria 'Plush'.

## Répartition
Ce sont des plantes épiphytes sympodiales des forêts d'altitude (jusqu'à 3000 m dans les Andes).

## Quelques espèces

### Odontoglossumbotaniques
- Odontoglossum bictoniense : fleurs rose et brun
- Odontoglossum grande : feurs rouge et jaunes tigrées
- Odontoglossum crispum : fleurs blanc
- Odontoglossum maculatum : fleurs jaune et brun-rouge

### Odontoglossumhybrides
- Odontoglossum Dryade : fleurs blanc tacheté de rouge
- Odontoglossum Geyser Gold : fleurs jaune (voir photo)
- Odontoglossum Mingi : labelle jaune, sépales et pétales mouchetés de brun-rouge

#### Hybrides d'Odontoglossum×Cochlioda
- Odontioda Bréhat : Mauve et pourpre
- Odontioda Île de Ré : Pourpre violacé à cœur blanc
- Odontioda Marie-Noël : Rose maculé de rouge et de blanc

#### Hybrides d'Odontoglossum×Miltonia
- Odontionia Molière : Blanc taché de rouge

#### Hybrides d'Odontoglossum×Oncidium
- Odontocidium Mingi : Jaune et brun

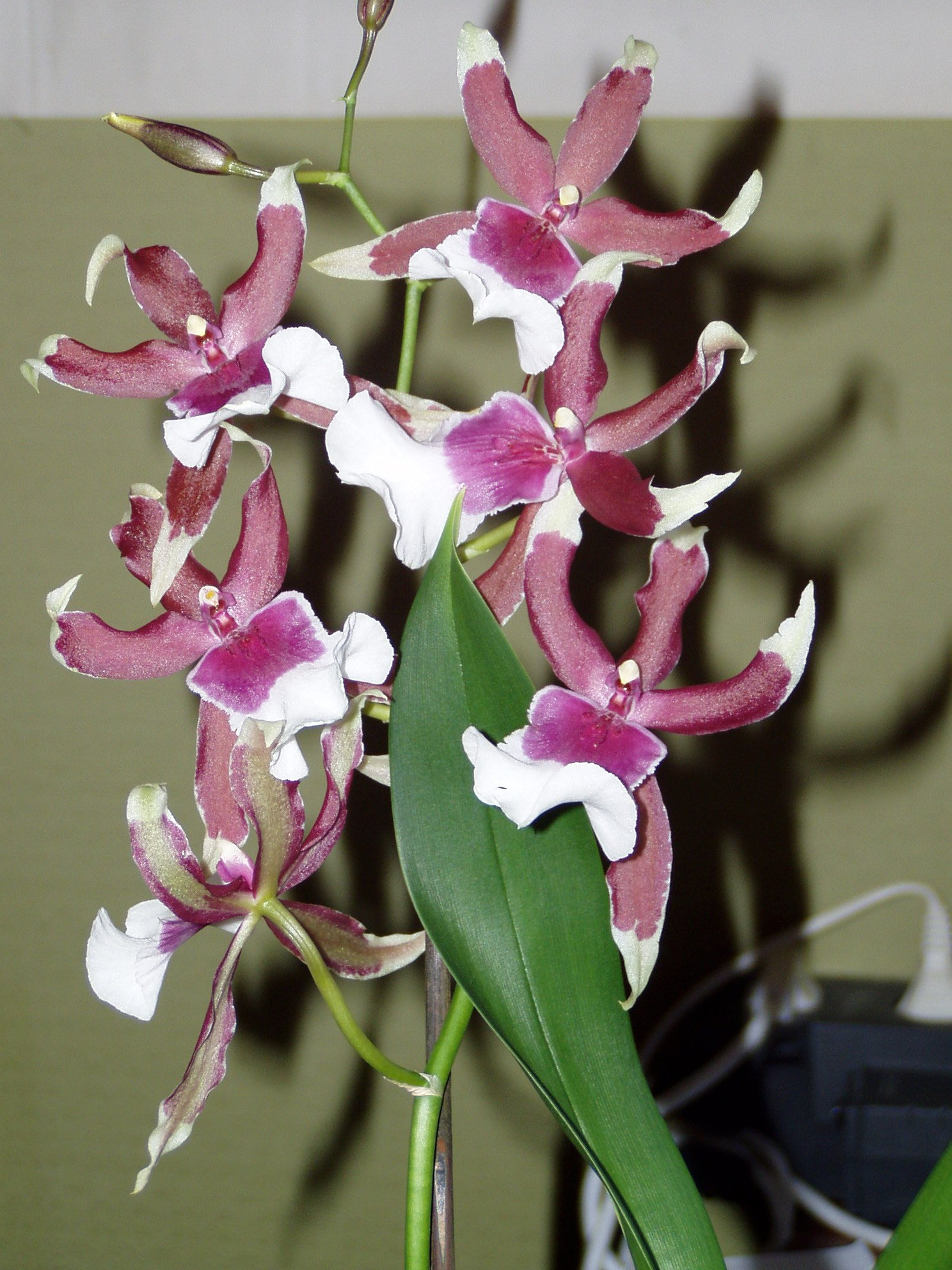
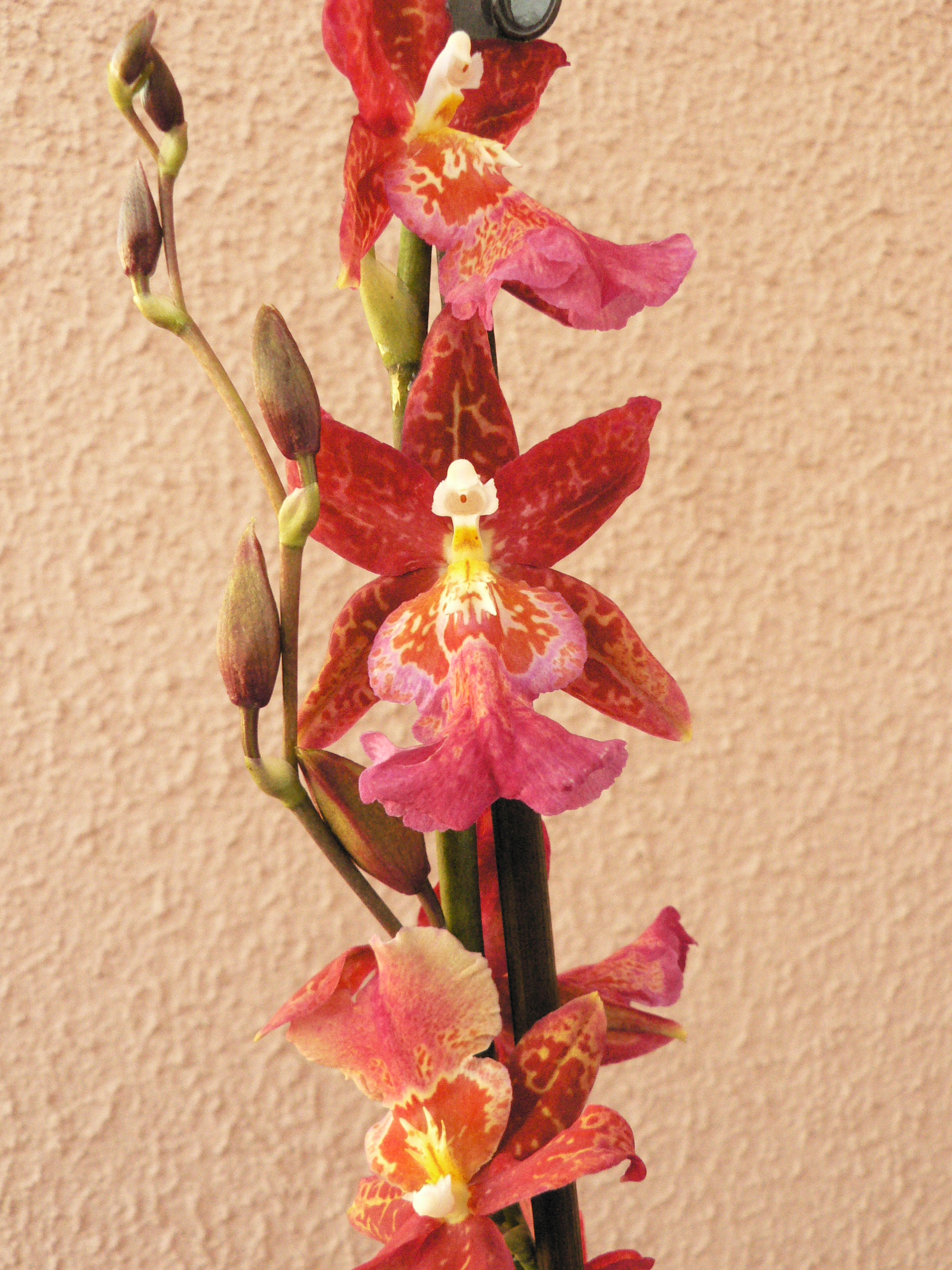
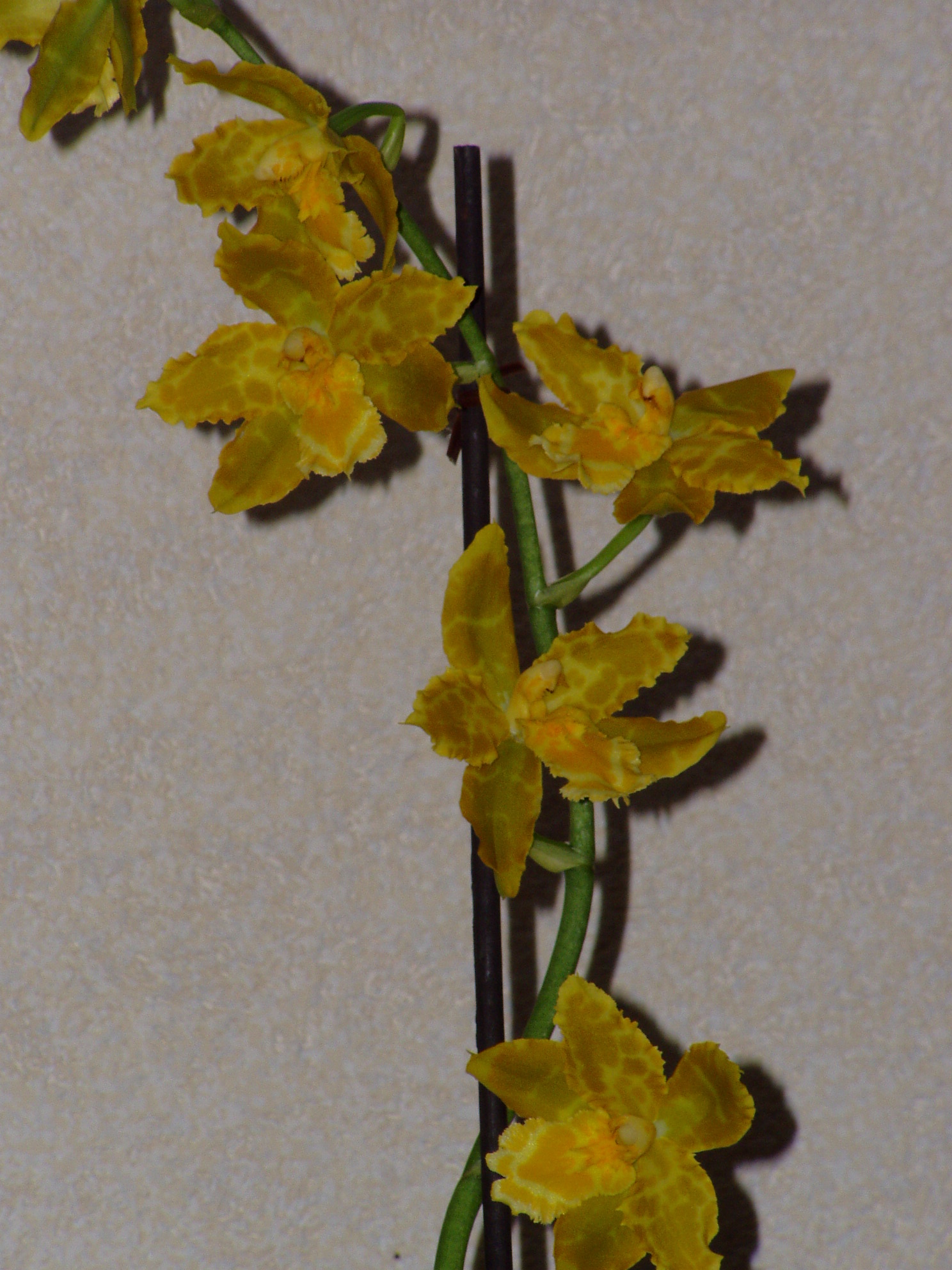

## Culture
On trouve généralement les hybrides d'Odontoglossum sous le nom fourre-tout de « Cambria » dans les jardineries et les rayons jardinage des grandes surfaces.
Les Odontoglossum et leurs hybrides peuvent être cultivés en appartement, mais comme ce sont des orchidées de climat tempéré à froid, il est souhaitable de les cultiver dehors de mai à octobre, en les abritant du soleil direct, comme les Cymbidium et les Zygopetalum.

### Température
Si possible, de 10 à 23 °C, avec un écart marqué entre le jour et la nuit dès la pleine maturité des nouveaux pseudo-bulbes. 

### Hygrométrie et arrosage
Elle doit être forte, augmentée par tous les moyens possibles. Par contre le substrat doit sécher entre deux arrosages, ceux-ci peuvent être faits une fois par semaine en période de croissance et tous les quinze jours, voire plus, en période de repos. Comme la plupart des orchidées, les Odontoglossum ne supportent pas l’accumulation de calcaire au niveau de leurs fines racines et les arrosages devraient donc se faire, de préférence, à l'eau de pluie ou avec une eau faiblement minéralisée.

### Lumière
Les Odontoglossum demandent une forte luminosité pour la majorité d'entre eux, mais pas le soleil direct sur de longues périodes, principalement aux heures les plus chaudes de la journée. Une exposition à l'Est ou au Sud (avec un voilage de protection ou l'abri d'un feuillage) est conseillée.

### Substrat
Celui-ci doit être essentiellement composé d'écorce de pin assez finement broyée (entre 5 et 10 mm), éventuellement mélangé avec des billes d'argile, de la sphaigne et du charbon de bois non traité pour prévenir, dans une certaine mesure, l'apparition de maladies fongiques ou bactériennes.